# Auster Alpine
El Auster J/5 Alpine fue un monoplano británico de entrenamiento y turismo, monomotor, de cuatro asientos y de ala alta, de los años 50, construido por Auster Aircraft Limited en Rearsby, Leicestershire, Inglaterra.

## Desarrollo
El Alpine era un avión híbrido basado en el fuselaje del J/5 Aiglet Trainer equipado con las alas del J/1 Autocrat. El prototipo fue convertido a partir de un Auster J/5L Aiglet Trainer.

## Variantes

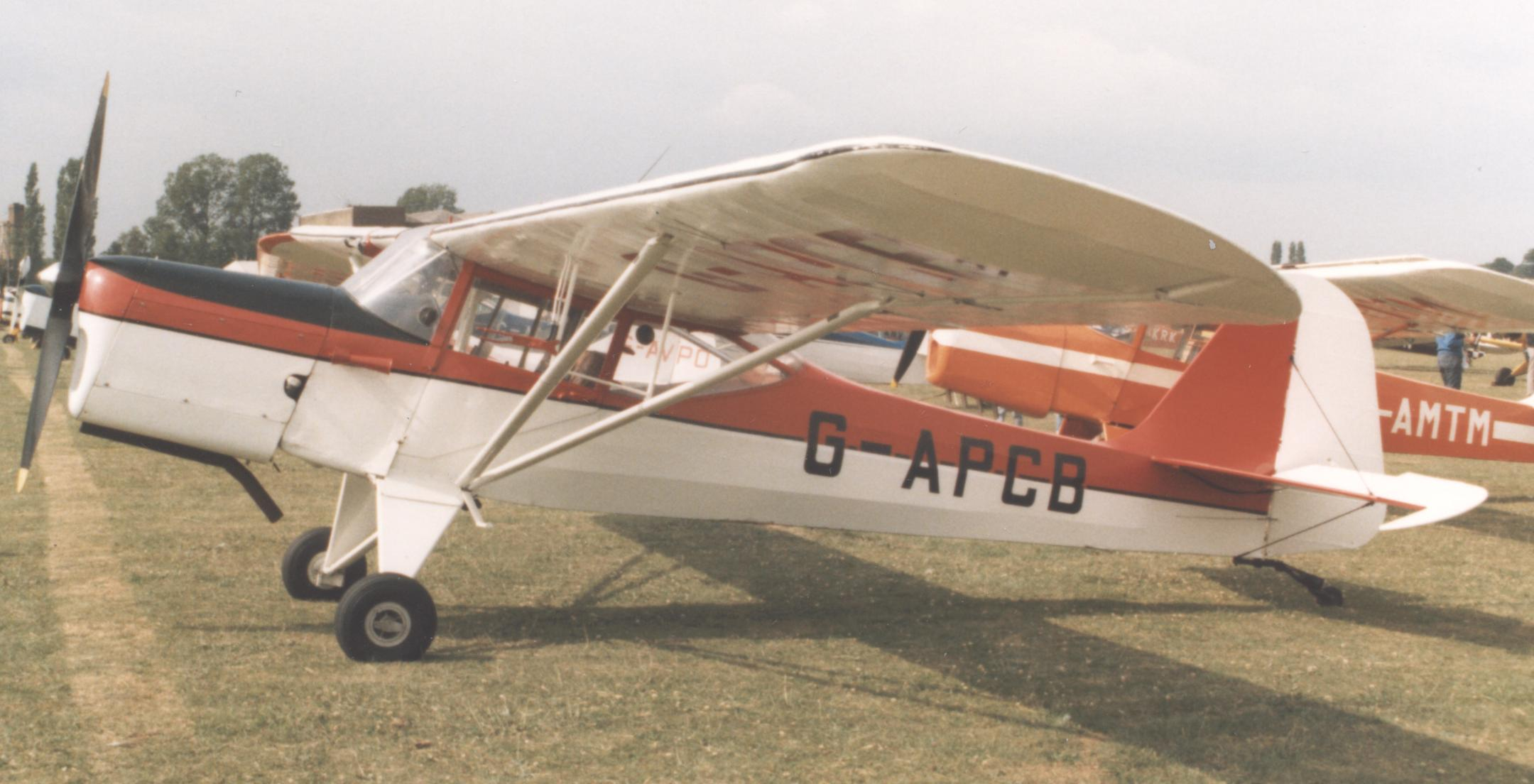
Auster J/5Q Alpine en el PFA Rally en el aeródromo de Cranfield, Bedfordshire, en julio de 1989.

J/5Q Alpine
Versión de menor potencia con motor De Havilland Gipsy Major 1, cuatro construidos.
J/5R Alpine
Versión de producción con motor De Havilland Gipsy Major 10, siete construidos y uno convertido desde un J/5L.

## Especificaciones (J/5R)
Referencia datos: British Civil Aircraft since 1919

### Características generales
- Tripulación: Uno (piloto)
- Capacidad: Dos pasajeros[2]
- Longitud: 7,2 m (23,5 ft)
- Envergadura: 11 m (36 ft)
- Altura: 2 m (6,5 ft)
- Superficie alar: 17,2 m² (185,1 ft²)
- Peso vacío: 664 kg (1463,5 lb)
- Peso máximo al despegue: 1021 kg (2250,3 lb)
- Planta motriz: 1× motor lineal invertido de 4 cilindros refrigerado por aire De Havilland Gipsy Major 10.
  - Potencia: 108 kW (149 HP; 147 CV)
- Hélices: Bipala de madera de paso fijo
- Capacidad de combustible: 150 L[2]

### Rendimiento
- Velocidad máxima operativa (Vno): 206 km/h (128 MPH; 111 kt)
- Velocidad crucero (Vc): 180 km/h (112 MPH; 97 kt)
- Alcance: 740 km (400 nmi; 460 mi)
- Techo de vuelo: 6700 m (21 982 ft)
- Régimen de ascenso: 5,2 m/s (1026 ft/min)
- Carrera de despegue para 15 m (50 pies): 190 m[2]

## Aeronaves relacionadas

### Secuencias de designación
- Secuencia Alfanumérica (interna de Auster): ← J/5 Adventurer - J/5 Autocar - J/5 Aiglet Trainer - J/5 Alpine - AOP6 - 6A Tugmaster - 6B Terrier →